# 풀완두
풀완두(-豌豆, 학명: Lathyrus sativus 라티루스 사티부스[*])는 콩과의 한해살이 식물이다. 다른 콩과 식물과 마찬가지로 열매는 협과이다. 아시아와 동아프리카 등지에서 사람의 음식이나 가축의 먹이로 재배된다. 특히 가뭄과 기근이 잦은 지역에서 흉작에 대비한 "보험 작물"로서 재배되는 경우가 많다. 신경독성 아미노산인 옥살리디아미노프로피온산을 함유하기 때문에, 장기간 주곡으로 섭취할 시 퇴행성 신경질환이 발생할 염려가 있다.

## 사진

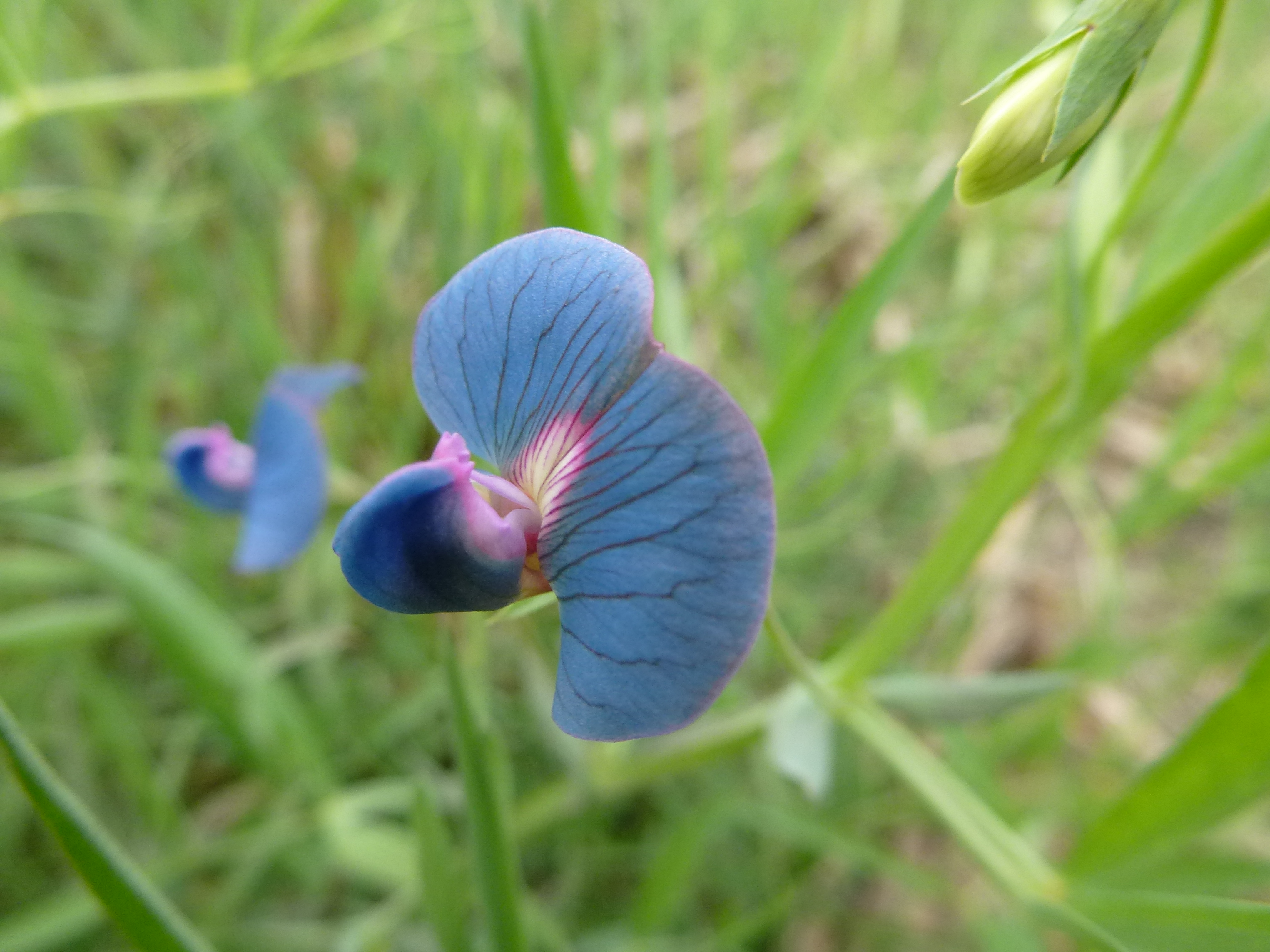
푸른 꽃
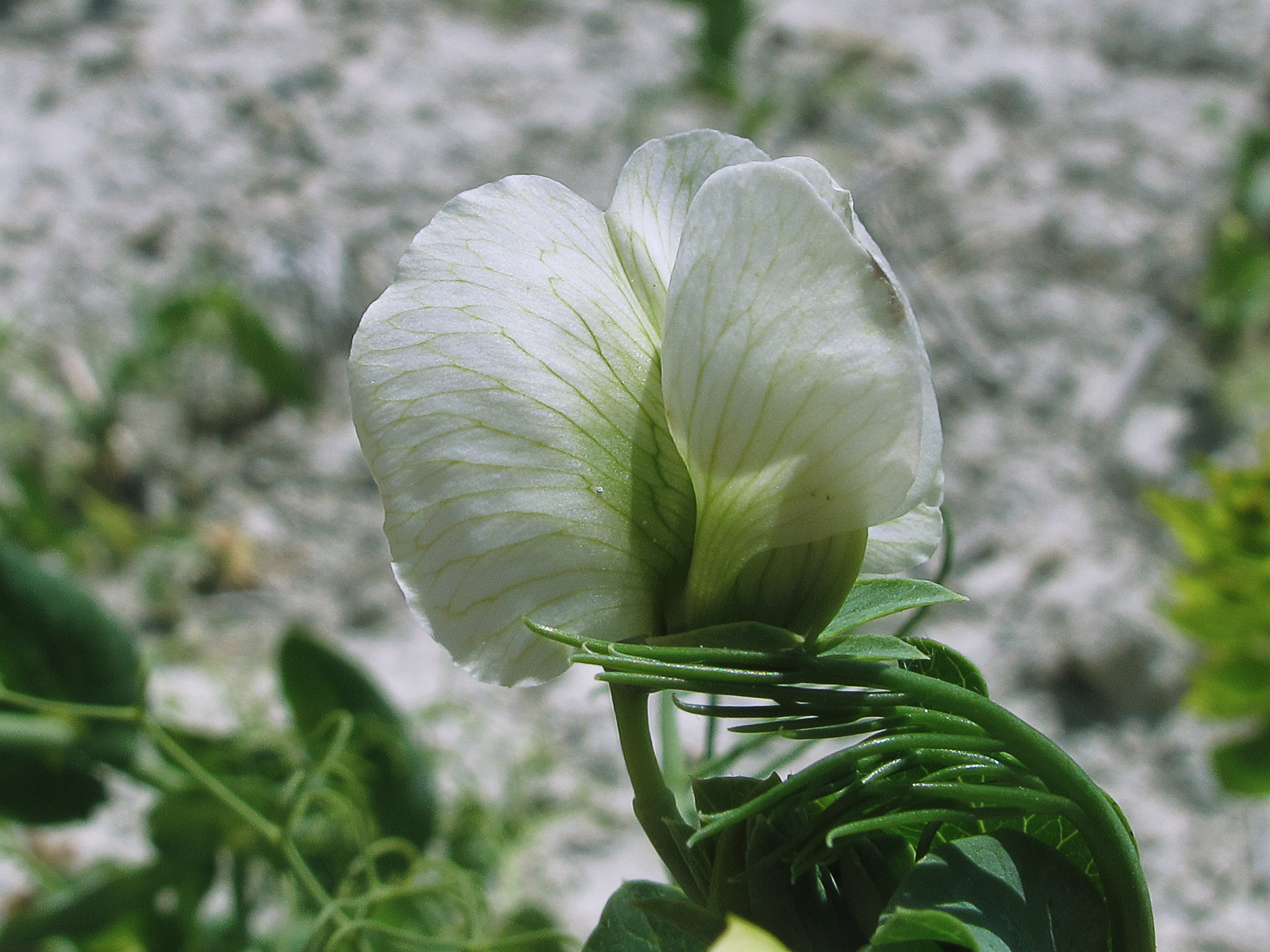
흰 꽃
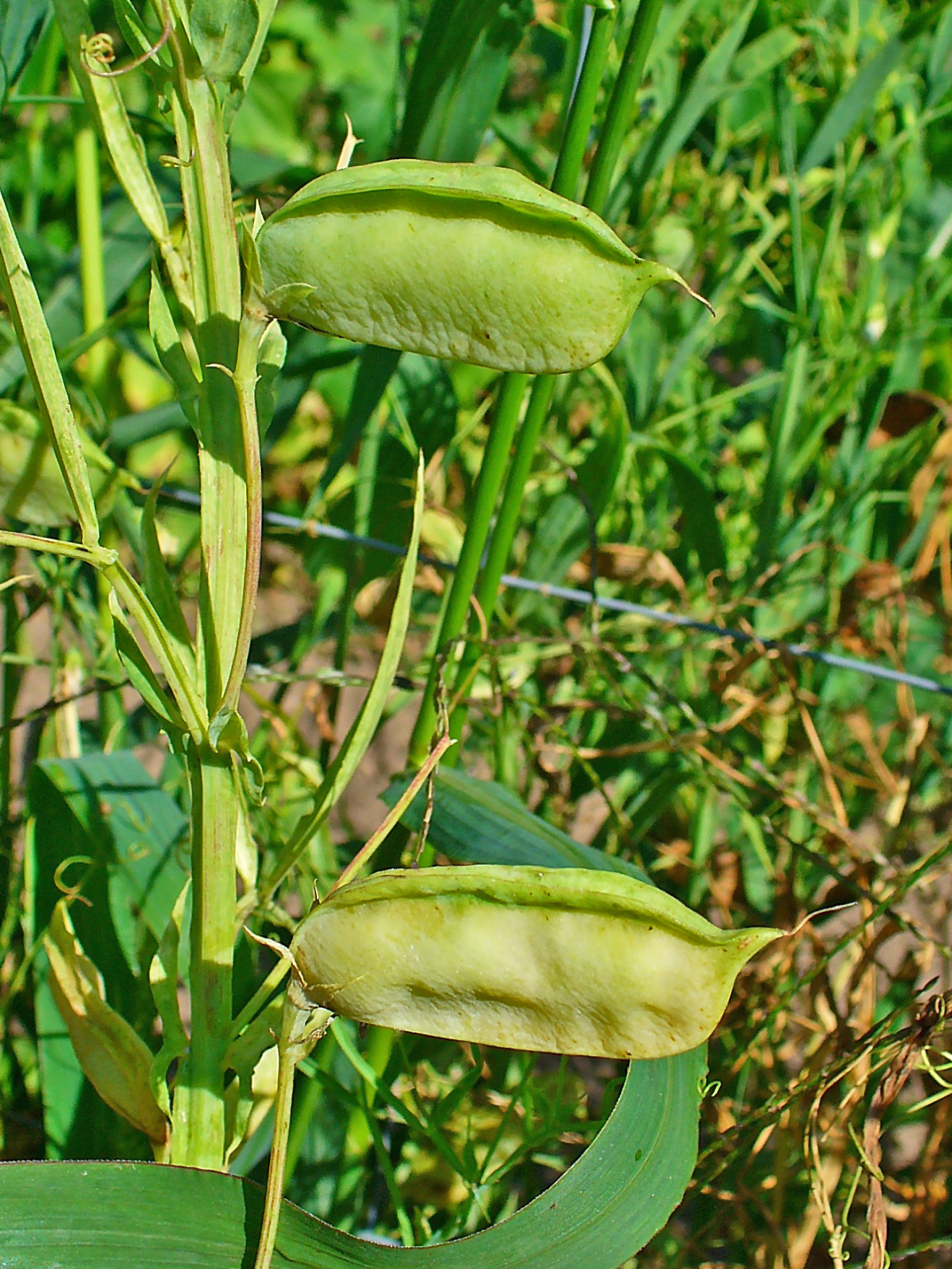
풀완두 콩깍지
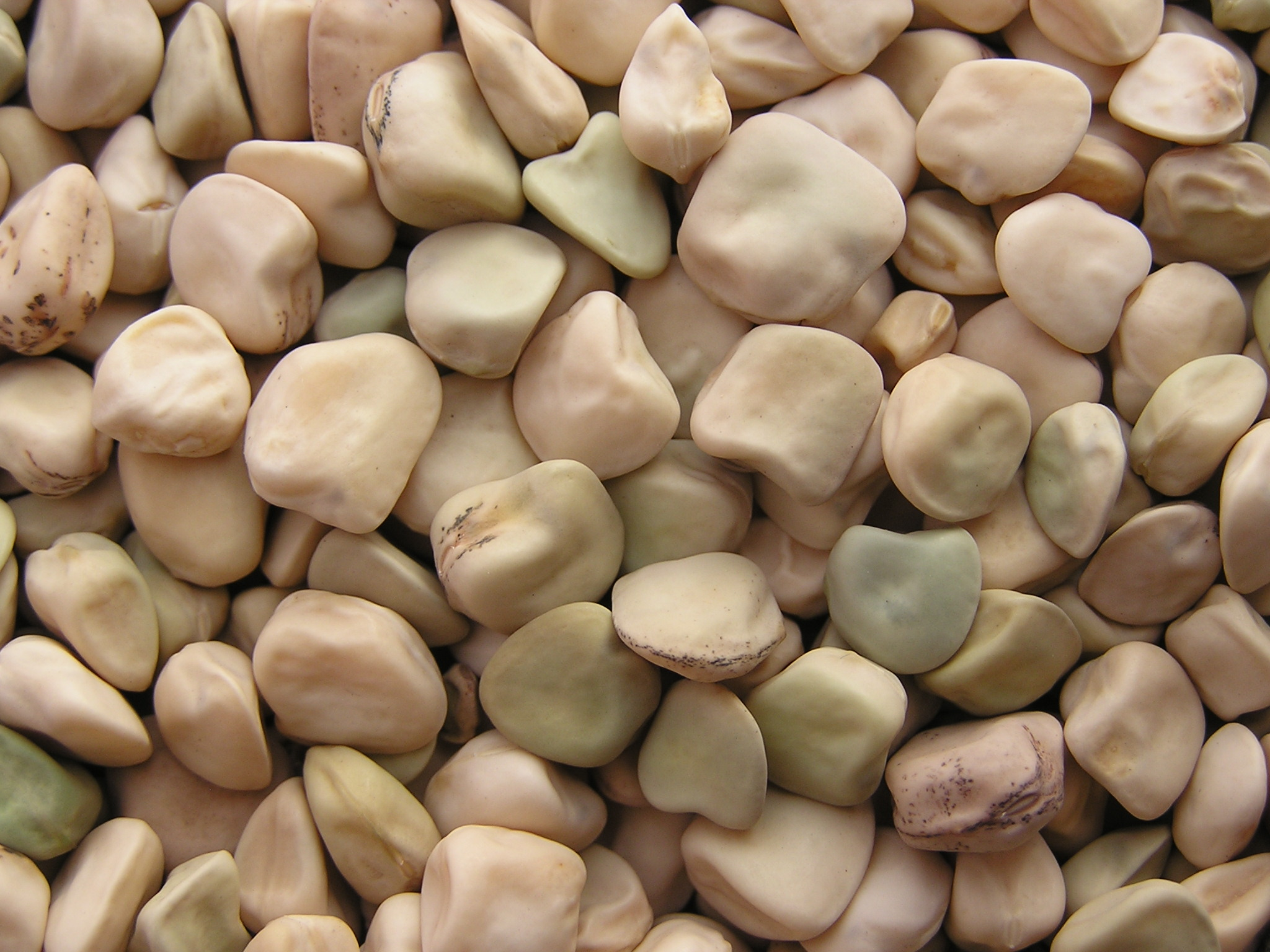
풀완두 (마른 콩)